# 564 Dudu
564 Dudu eller 1905 QM är en asteroid i huvudbältet, som upptäcktes 9 maj 1905 av den tyske astronomen Paul Götz i Heidelberg. Den har fått sitt namn efter en av karaktärerna i Friedrich Nietzsche novel Så talade Zarathustra.
Asteroiden har en diameter på ungefär 52 kilometer.